# ショーン・ヒル (野球)
ショーン・リチャード・ヒル（Shawn Richard Hill, 1981年4月28日 - ）は、カナダ連邦オンタリオ州ミシサガ出身の元プロ野球選手（投手）。右投右打。

## 経歴

### プロ入り前
カナダ連邦オンタリオ州トロント郊外のミシサガで生まれる。
1999年のMLBドラフト33巡目（全体1012位）でサンディエゴ・パドレスから指名されたが、契約には至らなかった。

### エクスポズ / ナショナルズ時代
2000年のドラフト6巡目（全体165位）でモントリオール・エクスポズから指名され、6月16日に契約。
2004年6月29日のフィラデルフィア・フィリーズ戦でメジャーデビュー。2度目の登板となった7月4日のトロント・ブルージェイズ戦で初勝利を挙げたが、7月9日の登板を最後にマイナーへ降格した。8月にはアテネオリンピックの野球カナダ代表に選出された。予選のイタリア戦と準決勝のキューバ戦に先発した。準決勝ではキューバを6回2失点に抑えたが、カナダは8回に逆転され決勝進出を逃した（最終順位は4位）。
2005年はトミー・ジョン手術のため全休した。
2007年は自己最多の16試合97.1回を投げ、防御率3.42、WHIP1.14という好成績を残した。
2008年は防御率5点台と振るわず、9月に右肘の骨棘除去手術を受けた。

### パドレス時代
2009年3月18日に放出され、3月23日にサンディエゴ・パドレスとマイナー契約を結んだ。4月に3試合に先発登板したが、右肘の故障が再発して戦線を離脱。6月に2度目のトミー・ジョン手術を受け、10月8日にパドレスから解雇された。

### ブルージェイズ時代
2010年1月22日にトロント・ブルージェイズとマイナー契約を結んだ。11月15日に放出された。
2011年1月29日にフロリダ・マーリンズとマイナー契約を結んだが、4月2日に放出された。

### レボリューション時代
2012年は独立リーグであるアトランティックリーグのヨーク・レボリューションと契約を結んだ。
ここでは、7試合に登板し2勝0敗、防御率2.43だった。

### ブルージェイズ復帰
2012年6月18日にトロント・ブルージェイズとマイナー契約を結んだ。
9月11日に第3回WBC予選のカナダ代表が発表され代表入りした。同大会では9月20日のイギリス戦で1失点7奪三振の好投で勝利投手になった。その直後の9月24日にメジャー昇格し、帰国した。オフの10月10日にFAとなった。

### タイガース傘下時代
2012年11月12日にデトロイト・タイガースとマイナー契約を結んだ。
2013年1月17日に第3回WBC本戦のカナダ代表が発表され、代表入りした。
シーズンでは、AAA級トレド・マッドヘンズで26試合に登板し、4勝14敗、防御率5.51だった。11月5日にFAとなった。

### 2度目のブルージェイズ復帰
2014年3月24日に古巣・ブルージェイズとマイナー契約を結んだ。

### レボリューション復帰
2015年は古巣の独立リーグであるアトランティックリーグのヨーク・レボリューションと契約を結んだ。
6月17日に2015年パンアメリカン競技大会の男子野球カナダ代表に選出されたことが発表され代表入りしている。チームは2大会連続2度目の優勝を果たし、金メダルを獲得した。
オフの10月20日に第1回WBSCプレミア12のカナダ代表に選出されたことが発表され代表入りしている。
ヨーク・レボリューションをシーズン終了後に退団した。

## 選手としての特徴
全投球の7割近くを速球（平均急速は89マイル程度）が占める。メジャーデビュー当時はカーブを投げることが多かったが、近年はチェンジアップの比率が増えている。
カナダのオンタリオ州トロントに本拠地を置くトロント・ブルージェイズ、かつてカナダのケベック州モントリオールに本拠地を置いていたモントリオール・エクスポズ（現在は、アメリカ合衆国のワシントンD.C.に本拠地を移転しワシントン・ナショナルズとして存在している）に在籍していた経験をもつカナダ人選手のうちの一人（ヒルの他には、デニス・ブーシェ、ロブ・デューシー、マット・ステアーズがいる）。

## 詳細情報

### 年度別成績
| 年 度    | 球 団    | 登 板 | 先 発 | 完 投 | 完 封 | 無 四 球 | 勝 利 | 敗 戦 | セ 丨 ブ | ホ 丨 ル ド | 勝 率 | 打 者 | 投 球 回 | 被 安 打 | 被 本 塁 打 | 与 四 球 | 敬 遠 | 与 死 球 | 奪 三 振 | 暴 投 | ボ 丨 ク | 失 点 | 自 責 点 | 防 御 率 | W H I P |
| -------- | -------- | ----- | ----- | ----- | ----- | -------- | ----- | ----- | -------- | ----------- | ----- | ----- | -------- | -------- | ----------- | -------- | ----- | -------- | -------- | ----- | -------- | ----- | -------- | -------- | ------- |
| 2004     | MON WSH  | 3     | 3     | 0     | 0     | 0        | 1     | 2     | 0        | 0           | .333  | 51    | 9.0      | 17       | 1           | 7        | 0     | 1        | 10       | 0     | 0        | 16    | 16       | 13.00    | 2.67    |
| 2006     | MON WSH  | 6     | 6     | 0     | 0     | 0        | 1     | 3     | 0        | 0           | .250  | 51    | 36.2     | 43       | 2           | 12       | 2     | 3        | 16       | 1     | 0        | 20    | 19       | 4.66     | 1.50    |
| 2007     | MON WSH  | 16    | 16    | 0     | 0     | 0        | 4     | 5     | 0        | 0           | .444  | 399   | 97.1     | 86       | 9           | 25       | 2     | 5        | 65       | 2     | 0        | 42    | 37       | 3.42     | 1.14    |
| 2008     | MON WSH  | 12    | 12    | 0     | 0     | 0        | 1     | 5     | 0        | 0           | .167  | 296   | 63.1     | 88       | 5           | 23       | 2     | 1        | 39       | 2     | 1        | 47    | 41       | 5.83     | 1.75    |
| 2009     | SD       | 3     | 3     | 0     | 0     | 0        | 1     | 1     | 0        | 0           | .500  | 56    | 12.0     | 15       | 1           | 3        | 0     | 1        | 7        | 0     | 0        | 7     | 7        | 5.25     | 1.50    |
| 2010     | TOR      | 4     | 4     | 0     | 0     | 0        | 1     | 2     | 0        | 0           | .333  | 91    | 20.2     | 24       | 1           | 4        | 0     | 1        | 14       | 1     | 0        | 8     | 6        | 2.61     | 1.36    |
| 2012     | TOR      | 1     | 0     | 0     | 0     | 0        | 1     | 0     | 0        | 0           | 1.000 | 11    | 3.0      | 0        | 0           | 2        | 0     | 0        | 0        | 0     | 0        | 0     | 0        | 0.00     | 0.67    |
| MLB：7年 | MLB：7年 | 45    | 44    | 0     | 0     | 0        | 10    | 18    | 0        | 0           | .357  | 1067  | 242.0    | 273      | 19          | 76       | 6     | 12       | 151      | 6     | 1        | 140   | 126      | 4.69     | 1.44    |

### 背番号
- 49 （2004年）
- 41 （2006年 - 2008年）
- 34 （2009年）
- 54 （2009年）
- 31 （2010年）
- 45　(2012年)

### 代表歴
- アテネオリンピック野球カナダ代表
- 2013 ワールド・ベースボール・クラシック・カナダ代表
- 2015年パンアメリカン競技大会男子野球カナダ代表
- 2015 WBSCプレミア12 カナダ代表